# Алексеевка (Минская область)
Алексе́евка (бел. Аляксееўка) — деревня в Минском районе Минской области Беларуси. Входит в состав Михановичского сельсовета. 

## География
Расположена в 11 км к югу от Минска, в 2 км от железнодорожной станции Михановичи, на дороге Н9034.

### Гидрография
Река Гребенка.

## История
В 1858 году деревня имения Лешница в Игуменском уезде Минской губернии, собственность генерал-майора И. Малышкина. В 1897 году в Пережирской волости Игуменского уезда.
С конца февраля 1918 года территория оккупирована войсками Германской империи. 25 марта 1918 года согласно Третьей Уставной грамоте провозглашена частью Белорусской народной республики. В декабре 1918 года занята Красной армией, с 1 января 1919 года в соответствии с постановлением I съезда КП(б)Б она вошла в состав Советской Белоруссии, с 27 февраля 1919 года — в состав ЛитБел ССР. Во время польско-советской войны в августе 1919 года — июле 1920 года и в середине октября 1920 года была под оккупацией Польши.
С 31 июля 1920 года в Белорусской ССР. С 20 августа 1924 года в Кайковском сельсовете Самохваловичского района Минского округа (до 26 июля 1930 года). В 1926 году в деревне работает колесница. С 18 января 1931 года в Смиловичском районе, с 26 мая 1935 года в Минском районе. С 1932 года открыт фельдшерско-акушерский пункт.
В Вторую мировую войну с конца июня 1941 года до конца июля 1944 года территория была под оккупацией Германии. В ходе германской оккупации в деревне были сожжены 6 дворов и уничтожено 16 жителей.

## Климат
Климат здесь умеренный, с теплым летом и мягкой зимой. Средняя температура января — минус 6,8 °c, июля-плюс 17,5 ° C. Зимой преобладают южные ветры, летом-восточные и северо-восточные. Средняя скорость ветра 3 м/сек. Годовое количество осадков 550-650 мм.

## Население
- XIX век
  - 1858 год — 61 житель
  - 1897 год — 19 дворов, 143 жителя
- XX век
  - 1917 год — 47 дворов, 310 жителей
  - 1926 год — 18 дворов, 92 жителя
  - 1941 год — 40 дворов, 184 жителя
  - 1999 год — 60 жителей (перепись населения)
- XIX век
  - 2009 год — 89 жителей (перепись населения)